# SARS-CoV-2
Тежък остър респираторен синдром коронавирус 2 (на английски: Severe acute respiratory syndrome coronavirus 2) също познат и като SARS-CoV-2 е щам вирус, който причинява коронавирус болест 2019 (COVID-19), което е заболяване на дихателните пътища. Разговорно се знае с името коронавирусът, като предходното му временно наименование е било 2019 Нов коронавирус (на английски: 2019 novel coronavirus) или 2019-nCoV. SARS-CoV-2 попада към група ssRNA. Заразен е при хората и Световната здравна организация е определила продължаващата пандемия на COVID-19, като извънредно положение за публичното здраве на международно ниво (на английски: Public Health Emergency of International Concern). Защото този щам първо е открит в Ухан, Китай понякога също бива наричан „Ухан вирусът“ (на английски: Wuhan virus) или „Ухан коронавирусът“ (на английски: Wuhan coronavirus). Тъй като СЗО не препоръчва да се ползват имена базирани на местоположения и за да се избегне объркване с болестта ТОРС (на английски: SARS), понякога SARS-CoV-2 се нарича „COVID-19 вирусът“ при обсъждането на общественото здраве. Широката общественост често нарича SARS-CoV-2 и болестта която се причинява „коронавирус“, но учените използват по-прецизна терминология.
Таксономически, SARS-CoV-2 е щам на Тежък остър респираторен синдром коронавирус (на английски: Severe acute respiratory syndrome-related coronavirus) познат и като SARSr-CoV. Вярва се, че има зоонотичен произход и има близка генетична сходност с коронавирусите при прилепите, което предполага, че възниква от вирус, който се носи от прилепи. Междинен естествен резервоар панголини се предполага, че е намесен за прехвърляне на вируса към хората. Вирусът показва малко генетично разнообразие, което индикира, че преливната инфекция, въвеждаща SARS-CoV-2 към хората, вероятно се е случила в края на 2019 г.
Вирусът главно се разпространява между хора чрез близък контакт и дихателни капчици, произведени от кихане и кашляне. Главното навлизане в човешките клетки се случва при закачането към рецептора: ангиотензин-конвертиращ ензим 2 (на английски: angiotensin converting enzyme 2) или познат като „ACE2“. Специфичното за организма на този ген предполага, че той може да играе роля в регулацията на сърдечно-съдовата и бъбречната функция, както и на плодовитостта. В допълнение кодираният протеин е функционален рецептор за шиповия гликопротеин на човешкия коронавирус HCoV-NL63.

## Епидемиология
Първата известна инфекция при хората се появява в началото на декември 2019 г. Епидемия от 2019-nCoV е открита за първи път в Ухан, Китай, в средата на декември 2019 г., вероятно произхождаща от едно заразено животно. Впоследствие вирусът се разпространява във всички провинции на Китай и в повече от 25 други страни в Азия, Европа, Северна Америка и Океания. Разпространението на вируса от човек на човек е потвърдено във всички тези региони.
На 30 януари 2020 г. 2019-nCoV е обявен за световна здравна заплаха от Световната здравна организация (СЗО). Към 6 февруари 2020 (06:00 UTC) има 28 280 потвърдени случаи на инфекция, от които 28 023 в континентален Китай. Към днешна дата приблизително една пета от диагностицираните случаи водят до сериозни заболявания. Почти всички случаи извън Китай са се появили при хора, които или са пътували от Ухан, или са били в пряк контакт с някого, който е пътувал от района.
Общата смъртност и заболеваемост вследствие на инфекция от 2019-nCoV са неизвестни както поради факта, че коефициентът на смъртност може да се промени с течение на времето в настоящото огнище, така и поради това, че броят на леките и асимптоматични случаи, които не водят до диагноза, остава неясен. Предварителните изследвания, обаче, сочат за смъртност от 2,9% и 14,6%. Световната здравна организация предполага, че степента на смъртност е приблизително 3%. Общият брой на смъртните случаи, причинени от вируса, е 565 към 6 февруари 2020 г. (06:00 UTC), почти всички в провинция Хубей.

## 2019-nCoV в България

### Създаване на Кризисен щаб
След експанзивното развитие на болестта и глобалната заплаха от разпространението на вируса, Министерският съвет на Република България решава да създаде Национален кризисен щаб за борба с коронавируса, като за ръководител е назначен генерал-майор Венцислав Мутафчийски от ВМА.

### Първи случай в България
Сутринта на 8 март 2020 година на брифинг на Националния оперативен щаб е обявено, че новият коронавирус вече е открит и в България. Първите положителни проби за наличие на вируса са на мъж на 27 години от град Плевен и жена на 75 години от Габрово. От установените общо 70 контактни лица (24 контактни лица на мъжа от Плевен и 46 лица контактни на жената от Габрово) са взети и изследвани проби. Вечерта на 10 март 2020 година министър-председателят Бойко Борисов на извънреден брифинг обявява още два случая на коронавирус в София – мъжът е на 77 години, а жената – на 66 години, и са настанени в „Пирогов“. На 11 март се потвърждава първият смъртен случай на COVID-19 в България. Умира 66-годишната жена от София. На същия ден се потвърждава нов случай на 2019-nCOV в София – той е на 62-годишна жена, която е медицинско лице и е настанена във ВМА. Така случаите в България стават шест, като четири от тях са в Габрово и Плевен, а два от тях са в София. Към 28 март 2020 г. потвърдените положителни проби на коронавируса са 313, от които 3 са с фатален край. На 27 март в гр. Ардино двама двойни граждани постъпват със съмнения за коронавирус в местната болница и на 28 март става ясно, че са с положителни проби. Те са съпруг и съпруга на 71 и 68 години, дошли в селото си за погребение на близък и да свършат работа по градината.

### Въвеждане на Извънредно положение в България
След обявяването на фактите около първите случаи на 2019-nCoV в България, премиерът на страната Бойко Борисов свиква спешно извънредно заседание на Министерския съвет, на което е изготвен спешен план от извънредни мерки, които да ограничат разпространението на вируса в страната. По време на заседанието Бойко Борисов обявява, че вероятно заразата е дошла в България от Гърция. Част от мерките са затваряне на заведения, учреждения и сгради, където се събират хора.

### Първи блокиран град
След като на 16 март е обявено, че в курортния град Банско има открит случай на дете от Великобритания, заразено от коронавирус, и открити още туристи от Израел с болестта, както и ски учител, Националният щаб обявява, че поставя града под пълна блокада за дни. Заповедта е издадена от министъра на здравеопазването Кирил Ананиев. Това се случва за първи път в историята на страната. На 18 март 2020 г. град Банско е поставен под карантина, при която влизането и излизането от града се преустановява.

## Разпространение на епидемията сред екипажи и пътници на круизни кораби
Първият случай за заразен на борда на круизен кораб е докладван на 4 февруари 2020 г. от „Диамантена принцеса“ („Diamond Princess“, Cruise No. M003), управляван от компанията „Принцес“.
Към 7 март общият брой за заразените лица на борда надхвърля 900 души от общо над 3700 и това е една от най-поразените общности след Китай, Франция, Иран, Италия, Южна Корея и Хонг Конг. След потвърждаването на първия случай на кораба е отказано приемане в пристанищата на няколко азиатски страни, като след известно объркване корабът е карантиниран в пристанище Йокохама, Япония.
Заразени и починали хора към 7 март 2020 г. са свързани с имената на още няколко круизни кораба: „Гранд Принсес“, „МС Уестердам“, „Световна мечта“ („World dream“), „MS Rinet Anuket“ и други.

## Вирусология

### Инфекция
Предаването на вируса от човек на човек е потвърдено. Коронавирусите се разпространяват главно чрез близък контакт, по-конкретно по въздушно-капков път от кашлица или кихане на разстояние от около 2 m. Вирусната РНК е открита и в проби от изпражнения на заразени пациенти. Възможно е вирусът да е зарáзен дори по време на инкубационния период, но това не е доказано, а СЗО заявява, че „предаването от асимптоматични случаи вероятно не е основен двигател на разпространението“.
Базовият коефициент на репродукция ({\displaystyle R_{0}}) на вируса е оценен на между 1,4 и 3,9. Това означава, че ако не бъдат взети мерки, вирусът обикновено води до 1,4 – 3,9 нови случая за всяка установена инфекция. Установено е, че вирусът е в състояние да се предаде по верига от най-малко четирима души. Едно от сериозните усложнения от вируса е развитието на атипична интерстециална пневмония с евентуална вторична бактериална инфекция. В някои заразени вирусът може да предизвика свръхреакция на имунната система позната като „цитокинова буря“, което е животозастрашаващо състояние. Специалистите съветват да не се използват силни имуностимулиращи препарати без предписание.

### Посредник
Предполага се, че животните, продавани за храна, са посредникът, защото много от първите идентифицирани заразени лица са работници на пазара на морски дарове. Следователно, те са имали по-голям контакт с животни. Пазар, продаващ живи животни за храна, също е обвинен за епидемията на тежък остър респираторен синдром (SARS) от 2003 г. Такива места се считат за инкубатори за нови патогени. Избухването на епидемията предизвика временна забрана за търговия и консумация на диви животни в Китай. Някои нови изследователи обаче предполагат, че пазарът на морски дарове може да не е първоизточникът на вируса, a само мястото където се е задълбочила епидемията. Те отново взимат проби от продуктите на пазара, но не откриват животно носител на вируса.
С достатъчен брой секвенирани геноми е възможно да се реконструира филогенетично дърво от историята на мутациите на семейство вируси. Изследванията за произхода на епидемията от SARS през 2003 г. довеждат до откриването на много коронавируси, наподобяващи SARS при прилепите, най-често произхождащи от рода Rhinolophus. 2019-nCoV попада в тази категория коронавируси, свързани със SARS. Две секвенции на генома от Rhinolophus sinicus, публикувани през 2015 и 2017 г., показват прилика от 80% с 2019-nCoV. Трети вирусен геном от Rhinolophus affinis, „RaTG13“, открит в провинция Юнан, има 96% прилика с 2019-nCoV. За сравнение, това количество вариация сред вирусите е подобно на количеството мутация, наблюдавано за десет години в щама на вируса на грипа на човешки грип H3N2.

#### Инфекция със SARS-CoV-2, при животните
Инфекции на животни със SARS-CoV-2 са докладвани, от няколко държави. Доказано е, че няколко животински вида са податливи на инфекция с SARS-CoV-2, по естествен път и/или чрез експериментална инфекция.

### Филогенетика и таксономия
2019-nCoV принадлежи към широкото семейство от вируси, известни като коронавируси. „nCoV“ е стандартният термин, използван за обозначаване на нови коронавируси до избора на по-конкретно наименование. Това е позитивен едноверижен РНК (+ssRNA) вирус. Други коронавируси са в състояние да причинят заболявания, вариращи от настинка до по-тежки заболявания като респираторен синдром от близкия изток (MERS) и тежкия остър респираторен синдром (SARS). Това е седмият известен коронавирус, който заразява хората след 229E, NL63, OC43, HKU1, MERS-CoV и SARS-CoV.
Макар и генетично да се различава от другите коронавируси, които заразяват хора, той подобно на SARS-CoV, е член на подрода Сарбековирус (Beta-CoV линия B). Нейната РНК последователност е дълга приблизително 30 000 бази.
До 12 януари 2020 г. пет генома на 2019-nCoV са изолирани от Ухан и докладвани от Китайския център за контрол и превенция на заболяванията (CCDC) и други институции. Броят на геномите се увеличава до 28 към 26 януари. С изключение на най-ранния GenBank геном, геномите са под ембарго в GISAID. Филогенен анализ на пробите е на разположение чрез Nextstrain.

## Търсене на ваксина
През януари 2020 г. няколко организации и институции започват работа по създаването на ваксини за 2019-nCoV на базата на публикувания геном.
В Китай Китайският център за контрол и превенция на заболяванията разработва ваксина срещу новия коронавирус. Екипът на Юен Куок-юнг от Хонконгския университет, който по-рано участва в работата по коронавируса на SARS по време на епидемията през 2003 г., също обявява, че там се разработва ваксина, но още не се е стигнало до тестване върху животни. Източната болница в Шанхай също разработва ваксина в партньорство с биотехнологичната компания Stemirna Therapeutics.
Извън Китай три проекта за разработване на ваксина се подкрепят от Коалицията за иновации и подготвеност за епидемии (CEPI), включително проекти на биотехнологичните компании Moderna и Inovio Pharmaceuticals и още един от Куинсландския университет. Националните здравни институти на САЩ (NIH) си сътрудничат с Moderna за създаване на РНК ваксина, прилягаща на неравност по повърхността на коронавируса, и се надява да започне производството до май 2020 г. Inovio Pharmaceuticals разработва ваксинация на базата на ДНК и си сътрудничи с китайска фирма, за да ускори приемането ѝ от регулаторните органи в Китай, надявайки се да извърши изпитания на ваксината върху хора през лятото на 2020 г. В Австралия, Куинсландският университет изследва потенциална ваксина с молекулярна скоба, която модифицира вирусните протеини така, че да имитират коронавируса и да стимулира имунната реакция.
В независим проект, Агенцията за обществено здраве на Канада предоставя разрешение на Международния ваксинен център (VIDO-InterVac) в Саскачеванския университет да започне работа по ваксина. VIDO-InterVac има за цел да започне производство и тестване на животни през март 2020 г., а изпитванията върху хора през 2021 г.
Медицинският факултет на Имперския колеж Лондон има финансиране за разработване на ваксина и провеждане на тестове върху животни. Тези два етапа се очаква да приключат към средата на февруари 2020 г.

## Наименование
Вирусът често е наричан „коронавирусът“ или „новият коронавирус“. Заради опасения, че липсата на официално име е довело до използването на предразсъдъчни неформални имена, Международният комитет по таксономия на вирусите (ICTV) са обявили, че ще въведат подходящо официално име за вируса през втората седмица на февруари 2020 г.

## Допълнителна информация
- World Health Organization (2020). Laboratory testing of human suspected cases of novel coronavirus (nCoV) infection: interim guidance, 10 January 2020 (Report). World Health Organization. hdl:10665/330374. WHO/2019-nCoV/laboratory/2020.1. (англ.)
- World Health Organization (2020). WHO R&D Blueprint: informal consultation on prioritization of candidate therapeutic agents for use in novel coronavirus 2019 infection, Geneva, Switzerland, 24 January 2020 (Report). World Health Organization. hdl:10665/330680. WHO/HEO/R&D Blueprint (nCoV)/2020.1.(англ.)
- Bender, Maddie. 'It’s a Moral Imperative:' Archivists Made a Directory of 5,000 Coronavirus Studies to Bypass Paywalls //  vice.com.   Посетен на 4 February 2020.(англ.)
- Habibzadeh, Parham и др. The Novel Coronavirus: A Bird's Eye View //  The International Journal of Occupational and Environmental Medicine 11 (2).   2020-02-05. DOI:10.15171/ijoem.2020.1921. с. 65 – 71.(англ.)
- btvnovinite.bg
- news.bnt.bg